# Champ-sur-Layon
Champ-sur-Layon is een plaats en voormalige gemeente in het Franse departement Maine-et-Loire in de regio Pays de la Loire en telt 803 inwoners (1999). De plaats maakt deel uit van het arrondissement Angers.

## Geschiedenis
De plaats maakt sinds 22 maart 2015 deel uit van het op die dag gevormde kanton Chemillé-Melay toen het kanton Thouarcé, waar de gemeente daarvoor onder viel, werd opgeheven. Op 1 januari 2016 werd de gemeente opgeheven en opgenomen in de op die dag gevormde commune nouvelle Bellevigne-en-Layon.

## Geografie
De oppervlakte van Champ-sur-Layon bedraagt 19,1 km², de bevolkingsdichtheid is 42,0 inwoners per km².
De onderstaande kaart toont de ligging van Champ-sur-Layon met de belangrijkste infrastructuur en aangrenzende gemeenten.

## Demografie
Onderstaande figuur toont het verloop van het inwonertal.
Champ-sur-Layon · Faveraye-Mâchelles · Faye-d'Anjou · Rablay-sur-Layon · Thouarcé